# Taran
Taran, het Russische woord voor stormram,  was een krijgstactiek die werd toegepast door de  Sovjet-Russische luchtmacht tijdens de Tweede Wereldoorlog. Het gaat om aanvallen met vliegtuigen tegen andere vliegtuigen, waarbij vooral Russische jachtvliegtuigen Duitse bommenwerpers ramden. Daarnaast waren er ook taran-aanvallen waarbij jachtvliegtuigen geramd werden. Hoewel de aanval ook voor de aanvaller zeer gevaarlijk was, leverde hij de Sovjet-Unie aan het begin van de Duitse invasie enkele voordelen op. In tegenstelling tot andere ramaanvallen ging het om een bewuste gevechtstactiek voor het uitschakelen van vijandelijke vliegtuigen, en niet een toevallige botsing in de lucht of individuele acties om vijandelijke vliegtuigen neer te halen.

## Uitvoering
Taran-aanvallen konden worden uitgevoerd door enkele bijzondere omstandigheden. Aan Russische zijde waren er technologische tekortkomingen, waardoor het lastig was om Duitse vliegtuigen neer te halen. De luchtgevechten vonden vaak plaats boven Russisch grondgebied, waardoor de piloot, als hij het overleefde, makkelijk kon terugkeren naar zijn eenheid. De jachtvliegtuigen waren licht bewapend om zo wendbaarder te zijn. Daarnaast kon er geen assistentie worden gevraagd via de radio, omdat deze pas vanaf 1943 standaard in ieder vliegtuig zat.
De Duitse vliegtuigen waren vaak bommenwerpers die zelfstandig missies uitvoerden. De Duitse jagers werden als ondersteuning voor de grondtroepen ingezet bij de Blitzkrieg. Deze moderne bommenwerpers waren voor de Duitsers lastiger te vervangen dan de Russische toestellen die soms van hout waren gemaakt.
Frontaal rammen was vaak dodelijk voor beide piloten, doordat ontsnappen lastig was. Een veiligere methode was om met de vleugels het vijandelijke vliegtuig uit balans te dwingen of om de staart van het vijandelijke vliegtuig met de eigen propeller stuk te snijden. De aanvallende piloot kon dan nog uit het toestel springen of een noodlanding maken.

## Tweede Wereldoorlog

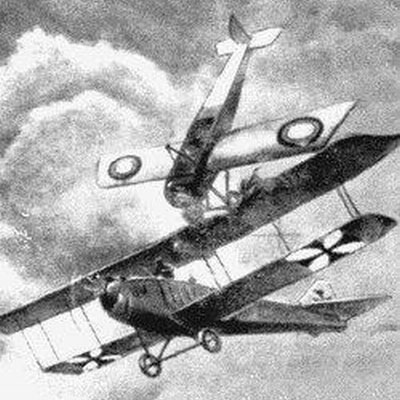
Ramaanval door Pjotr Nesterov in 1914

De Russische piloten werden geïnspireerd om de Duitse toestellen aan te vallen door Pjotr Nesterov, die met zijn vliegtuig in 1914 het vliegtuig van Friedrich von Rosenthal en Franz Malina ramde.
Een voorbeeld van een ramaanval: Op 21 augustus 1941 steeg Alexei Katritsj van zijn basis op in een MiG-3 om een Duitse Dornier-217 neer te halen. Boven Moskou werd de vijand gevonden en Katritsj naderde hem van achteren. Een vuurgevecht tussen de Russische jager en de Duitse boordschutter ontstond, maar er werd geen beslissing geforceerd. De Donier-217 was ondertussen gedraaid om huiswaarts te gaan, hoewel Katritsj al zijn munitie op het toestel had verschoten. Door gebrek aan andere opties, maar vastbesloten om de vijand niet te laten gaan, raakte Katritsj met zijn propeller het stabilo en het roer van de bommenwerper. Het Duitse vliegtuig ging neer en Katritsj keerde ondanks de schade veilig terug.
Daarnaast waren er veel personen die taranaanvallen uitvoerden, waardoor verschillende bevolkingsgroepen in de Sovjet-Unie konden worden aangesproken. Zo was er een vrouw die een ramaanval uitvoerde, Ekaterina Zelenko. Romantisering en heroïek waren eenvoudig aan het verhaal toe te voegen, waardoor ze voor propagandadoeleinden van grote waarde zijn.